# Квемба
Квемба (порт. Cuemba) — муниципалитет в Анголе, входящий в провинцию Бие. Площадь 11 421 км2, население на 2006 год — 126 647 человек. Плотность населения — 11,1 человек на 1 км2. Крупнейший город — Квемба с населением 4724 человек.
В муниципалитете Квемба расположен город Муньянго — прежде селение при железнодорожной станции — где в 1934 родился Жонас Савимби.